# 明治東亰恋伽
『明治東亰恋伽』（めいじとうきょうれんか）は、ドワンゴによるメディアミックス作品。タイトルにもある通り、明治時代を舞台とした恋愛作品をテーマとする。公式の通称は「めいこい」。
本作は2011年にモバイル用の音声付き恋愛ノベルゲームとしてリリースされたのち、スマートフォンAndroid版のアプリが配信された。2013年9月26日にPlayStation Portable用女性向け恋愛アドベンチャーゲームとして発売され、以後ドラマCDや小説、イベントDVDなどが多数発売されている。通称『めいこい』。
2015年4月23日に続編の『明治東亰恋伽 トワヰライト・キス』がPlayStation Portable用として発売された。後述のアプリ用『ハヰカラデヱト』で後日、シナリオが購入可能になった。
2016年8月25日にMAGES.よりPlayStation Vita版『明治東亰恋伽 Full Moon』が発売され、2017年7月19日にAndroid版・iOS版アプリになった。2018年12月13日にアプリ版『Full Moon』の配信終了に伴い、2018年12月14日に続編としてAndroid版・iOS版アプリ『明治東亰恋伽〜ハヰカラデヱト〜』が配信された。
2020年7月31日にAndroid版・iOS版アプリ『明治東亰恋伽〜ハヰカラデヱト〜』が配信終了。
2020年8月14日にAndroid版・iOS版アプリ『明治東亰恋伽 Full Moon』が配信再開。2024年10月3日にはNintendo Switch・Steam版『明治東亰恋伽 Full Moon』が発売された。
2015年に劇場アニメが公開。2016年に舞台化作品が上演され、2018年に続編が上演された（後述）。2016年の5周年イベントで、ゲーム版の完全新作とテレビアニメシリーズの制作も発表された。2019年に実写ドラマが放送・配信、また実写映画が公開された。
なお、ニコニコチャンネルでは「めいこいファンクラブ」というチャンネルが開設されており、会員向けの生放送が実施されている。2020年9月をもってニコニコチャンネルでの「めいこいファンクラブ」展開は終了。運営より退会が推奨されている。2022年現在、同チャンネルは展開がまったくないまま稼働しており課金が継続している。

## 解説
モバイル用ノベルゲーム（以下：モバイル版）は選択肢が存在するためアドベンチャーゲームとしての要素も含まれているが、ドラマに重きを置いている。
本作に登場するキャラクターの大半は文化人である。
PSP版では、ダミーヘッドマイクに対応しており、音声が立体音声に切り替わる際は、画面上にきらめきが走る演出になっている。

## あらすじ
主人公・綾月芽衣は現代を生きる女子高生。しかし、赤い満月の夜に謎の奇術師・チャーリーのマジックによって明治時代の"東亰"へタイムスリップしてしまう。
芽衣はチャーリーによって鹿鳴館まで連れられ、そこで開かれていたパーティー会場で、森鴎外らと出会う。タイムスリップと共に現代での記憶をほとんど忘れてしまった芽衣は明治での生活を彼らと一緒に送ることになる。そして芽衣はこの時代ではとても希少的存在である、物の怪を見ることができるという「魂依（たまより）」なる特殊能力者の持ち主だということが分かる。
現代に戻りたいのであれば一ヵ月後の満月の夜にもう一度マジックをかけてあげると言うチャーリー。芽衣が選ぶのは現代か、それとも…。

## 登場人物
声は特筆がない限りゲーム版・アニメ版共通の声優。演は舞台版の俳優。テレビドラマ・実写映画版の俳優は#実写版の節を参照。

### メインキャラクター
綾月 芽衣（あやづき めい）（※名前変更可能）
声 - 諸星すみれ（アニメ版）、演 - 青木志穏/鈴木桃子
本作の主人公である高校生。肉好きで、特に牛肉には目がない。ある赤い満月の夜、立ち寄った縁日でチャーリーにマジックをかけられ、明治時代にタイムスリップしてしまう。次の満月の夜まで明治時代での生活を余儀なくされた彼女は、鴎外・春草ルートでは森邸、音二郎・鏡花ルートでは神楽坂の置屋、藤田・八雲ルートでは帝國ホテルを仮住まいとして暮らすこととなる。一見は平凡な少女だが、普通の人には見ることの出来ない物の怪が見える魂依である。本来は目立つことがあまり好きではなく少々気の弱い性格だが、チャーリーに対しては容赦がない。初めは早く現代に帰りたいの一心だったものの、明治時代で過ごしていくにつれて心境に変化が現れるようになる。アニメの第一話では、母親（声 - 大内櫻子）が登場している。
森鷗外
声 - 浪川大輔、演 - 荒木宏文 
誕生日：2月17日/出身地：島根県/身長：176cm/血液型：B型
軍医、小説家、官僚と様々な場で活躍しているスーパーエリート。ドイツでの留学経験があり、英語、ドイツ語、フランス語が堪能。膨れた芽衣の表情を見てから度々彼女のことを「子リスちゃん」と呼ぶようになる。物腰穏やかで気品溢れる好青年だが、時々子供っぽい言動をとることも。また白米の上に四つ割りにした饅頭を乗せて煎茶をかけた饅頭茶漬けが大好物だったり、毎日決まった時間に行水をすることが日課だったりと周りと少々ズレたところがある変人。前衛的かつ柔軟な思考の持ち主で、西洋の慣習や世間の流行りなどを積極的に取り入れる傾向がある。
菱田春草
声 - KENN、演 - 橋本祥平
誕生日：9月21日/出身地：長野県/身長：170cm/血液型：O型
信州から上京してきた無口でクールな美術学生。鴎外の家に居候しながら東亰美術学校に通っている。気難しい性格で、芽衣に対してもよく厳しくあたるが、本当は優しい心根の持ち主。特定の対象（絵のモデル）を見つけるといつもの落ち着いた雰囲気からは想像もつかないほど豹変し、熱烈にそのモデルを口説くことがある（本人は自覚が無いらしい）。この状態の春草を芽衣は画家モードと呼んでいる。普段は鴎外の言動についていけない事が多いようだが、内心では尊敬している。大観とは正反対の性格ながらも気の置けない友人関係を築いている。
川上音二郎
声 - 鳥海浩輔、演 - 遊馬晃祐
誕生日：2月8日/出身地：福岡県/身長：177cm/血液型：B型
役者として身を立てようと志す美青年。生まれは博多。自身が座長を務める川上一座の運営資金のため、女装し性別を偽って芸者として働いている。劇団員たちや同僚の芸者たちから慕われる面倒見の良い兄貴肌で、女性にもよくモテる。しかしその反面少し喧嘩っ早い一面もあり、怒ると博多弁が出ることも。曲がったことが大嫌いで、官憲に対抗することも少なくないため、藤田とは衝突しがちある。鏡花を「鏡花ちゃん」と呼びからかっては言い合いになっている。しかし鏡花の戯曲は高く評価しており、無断で持ち出して舞台で上演したこともある。
泉鏡花
声 - 岡本信彦、演 - 赤澤燈/北川尚弥
誕生日：11月４日/出身地：石川県/身長：171cm/血液型：A型
金沢出身の戯曲家見習い。紅葉の門下生として彼のもとで下宿しながら作家活動をしている。甘い物が好物だが大の潔癖症で、物を食べるときはアルコールランプで炙って殺菌消毒をする程の徹底ぶり。その他にも犬と雷が苦手で、芽衣曰く「弱点が多すぎる」。繊細かつ神経質な性格で、何かあるとすぐに怒ったり怯えたりと感情の起伏が激しい。口調も態度もきついが、素直になれないだけのいわゆるツンデレである。また鏡花も芽衣と同じ魂依であり、母親の形見から成るうさぎの付喪神を連れている。うさぎが大好きでうさぎグッズ集めが趣味。音二郎とはよく口喧嘩をするが、彼の役者としての才能は認めており、舞台にもしっかり足を運んでいる。また鴎外に憧れていて、ドラマCDでは彼の作る饅頭茶漬けを「消毒の必要がなく画期的」だと言い美味しく食べている。女の子と見紛うような中性的な容姿ということもあり、小説『明治東亰恋伽 恋月夜の花嫁』やPSP版続編の『明治東亰恋伽トワイライト・キス』、アニメでは女装姿も披露しているが、当の本人は極めて不本意な模様であった。
藤田五郎
声 - 福山潤、演 - 吉岡佑
誕生日：2月18日/出身地：福島県/身長：183cm/血液型：A型
元は新撰組の剣客だった警視庁妖邏課（ようらか）所属の警察官。化ノ神を生み出す能力がある人間や、物ノ怪を監視する役目を担っており、腰に下げているサーベルで物ノ怪を斬ることが出来る。藤田自身は魂依ではないため直接目視することは叶わないが、サーベルに物ノ怪を映し出すことで存在を把握している。少々短気なため八雲の軽口に腹を立ててサーベルを振り回すこともしばしば。またよく無許可で公衆演説を行う音二郎とも折り合いが悪い。厳格で堅い雰囲気や立ち振る舞いのせいで周りに恐れられているが、実は料理や裁縫が得意という家庭的な面がある。
小泉八雲
声 - 立花慎之介、演 - 汐崎アイル
誕生日：6月27日/出身地：ギリシャ/身長：185cm/血液型：O型
東亰帝国大学の英文学講師。本名はラフカディオ・ハーン。帝國ホテルに在住している外国人でかなりの日本贔屓。普段はとても紳士的で優しいが実は腹黒い一面も。オッドアイで、（正面から見て）左の瞳が青色、右の瞳が緑色をしているが、片方は義眼である。物ノ怪に関することとなると他のことは忘れるほど物ノ怪が大好き。しょっちゅうフィールドワークと称して物ノ怪に関する情報を集めたり、墓地などの不気味な場所を散策したりしている。自称藤田の親友だが、堂々と悪口を言う、勝手に家に上がり込むなどしてよく彼を怒らせている。
チャーリー/松旭斎天一
声 - 森川智之、演 - 安里勇哉（チャーリー）
誕生日：?/出身地：?/身長：182cm/血液型：O型
芽衣を明治時代にタイムスリップさせた張本人で自称奇術師。物語におけるストーリーテラーのような役割も果たす。他の攻略キャラクター全員のストーリーをクリアすることで、チャーリールートがプレイ可能となる。いつも笑顔で、どこか掴めないミステリアスな人物。また芽衣にキツい言葉をぶつけられたり冷たい眼差しを向けられると興奮するといったマゾヒストでもあり、よく芽衣に気持ち悪がられている。マジックの腕前はかなりのものだが、帽子から動物は出せても食べ物は出すことができない。彼の正体には大きな秘密が隠されているようだが・・・。
岩崎桃介
声 - 細谷佳正
誕生日：6月25日/出身地：埼玉県/身長：178cm/血液型：O型
慶応大学で電気の研究をしている優美な青年。実業家、投資家としても名を馳せている。合理主義で無駄を嫌う冷静な性格。その淡白さや何事にも動じない姿勢から冷たい人間だと思われることもあるが、その実電気の研究にかける思いは非常に強く、人一倍情熱を秘めている。また過去のとある出来事から物の怪を毛嫌いしており、電気で日本中を明るく照らすことで物ノ怪を世から消したいと考えている。糖分で効率よく脳を活性化させることができるから、という理由でチョコレートが好き。『Full moon』から登場し、攻略可能となった。
尾崎紅葉
声 - 梅原裕一郎
誕生日：1月10日/出身地：東京都/身長：183cm/血液型：O型
スマートフォンアプリ『明治東亰恋伽〜ハイカラデヱト〜』から攻略キャラクターとして登場した。鏡花の師である超売れっ子作家。高飛車な性格で自分に絶対の自信がある。しかしその一方で繊細な面もあり、些細なことでやる気を削がれ執筆を中断してしまうことも。面倒見が良く、鏡花をはじめ自宅に下宿している弟子たちからはとても慕われている。豆腐が大の苦手だが、健康に良いからという理由で「まずいまずい」と言いながら食べている。
滝廉太郎
声 - 蒼井翔太
誕生日：8月24日/出身地：東京都/身長：172cm/血液型：AB型
スマートフォンアプリ『明治東亰恋伽〜ハイカラデヱト〜』から攻略キャラクターとして登場した。東亰音楽学校に通う天才ピアニストで、成績も優秀であるため学校では優等生として周囲の生徒たちから慕われている。作詞家、作曲家としても活動しており、音楽に没頭すると平気で食事を忘れてしまい倒れてしまうこともしばしば。その生活能力の低さから、東亰音楽学校と同じ敷地内にある東亰美術学校に通う大観によく世話を焼かれている。耳がとても良く、魂依ではないものの「音」で物の怪や人の存在や感情を感じ取ることができる。

横山大観
声 - 前野智昭
誕生日：11月２日/出身地：茨城県/身長：175cm/血液型：O型
スマートフォンアプリ『明治東亰恋伽〜ハイカラデヱト〜』から攻略キャラクターとして登場した。東亰美術大学に通う美術学生で日本画家を志している。明るく元気で笑顔の眩しい好青年。春草とは親友同士で、お互いの実力を認め合う仲である。動物が大好きで、すぐ野良犬や野良馬を拾ってきてしまう。また廉太郎とは同じ寮の隣室同士。初対面時は彼が空腹のあまり倒れているところに遭遇して勘違いし、警察を呼ぶなどの騒ぎを起こしたが、以降頻繁に部屋へ遊びに行く間柄となっている。

### サブキャラクター
フミ
声 - ささきのぞみ（アニメ版） / 佐藤はな（ゲーム版）
鴎外の家で女中として働いている三十代の女性。現代の制服を着ていた芽衣を最初は不思議がっていたが、事情を知ると優しく対応してくれ、着物の着方などを一から教えてくれた。
エリス
鴎外のドイツ留学時代の元恋人。また彼の小説「舞姫」に登場するヒロイン。
岡倉天心
声 - 遊佐浩二
春草の通う東亰美術学校の校長。
白雪
鏡花が書いた戯曲「夜叉ヶ池」に登場する竜。千蛇ヶ池の主に恋をしている。鏡花ルートでは彼の戯曲から抜け出し、化ノ神となって不忍池に住んでいる。音二郎ルートでは川上一座の舞台で上演され、音二郎は彼女の役を演じている。
のっぺらぼう
帝國ホテルに現れる物の怪。物取りの疑いをかけられてしまう。
キャシー
帝國ホテルの芽衣の部屋に現れる物の怪で、赤いドレスを着た美女の姿をしている。死んでなお成仏出来ないでいる。
妙子
声 - 冨岡美沙子

## 主題歌

### 明治東亰恋伽
オープニングテーマ
「東亰浪漫譚」
作詞・作曲 - MIKOTO / 編曲 - 村上純 / 歌 - KENN
「紅ノ夜ノ唄」
作詞・作曲 - MIKOTO / 編曲 - 村上純 / 歌 - KENN
エンディングテーマ
「星降ル夜、僕ノワルツ」
作詞 - 高井ウララ / 作曲・編曲 - 塩田幸成 / 歌 - KENN

### 明治東亰恋伽 トワヰライト・キス
主題歌「ルナティック・キス」
作詞 - 魚住ユキコ / 作曲 - 小川智之 / 歌 - 菱田春草 (KENN)、泉鏡花（岡本信彦）
PSP版はダブルオープニングとなっており、それまでのオープニングテーマ「東亰浪漫譚」に加えて「紅ノ夜ノ唄」が使用されている。また、明治東亰恋伽の主題歌はいずれもKENN名義の楽曲だが、続編であるトワヰライト・キス主題歌の「ルナティック・キス」はあくまでキャラクターソングという扱いになっている。

## スタッフ
- シナリオ - 魚住ユキコ
- イラスト - かる
- オープニング監督 - アリスフロムジャパン

## 開発

### 企画
モバイル版は『大和彼氏』に次ぐ王道もののゲームとして企画がスタートし、この段階で明治時代にタイムスリップするという設定が組まれた。

### キャラクター設定
キャラクターの容姿は、実際の写真にこだわることなくデザインされた一方、一度に複数の人物が登場することから、一目で見分けがつけられるよう、髪型などに差異が施された。
また、明治時代では和装と洋装が混在していたため、各キャラクターの和装版と洋装版のデザインが用意された。明治時代にないものもデザインに取り入れることをあえて禁じなかった一方、主人公の和装はハイカラさんルックに限定された。
主人公の好みはシナリオ担当の魚住ユキコとの話し合いで決まったと開発者は語っており、話が進むにつれて個性が現れるようにしたと話している。
文化人のうち、泉鏡花は史実においてばい菌が嫌いでウサギが好きだったという点がフィクションにもありそうで面白いということになり、攻略対象に選ばれた。
以降は泉と同年代を生きた著名人という基準から攻略対象の選定が行われた。明治時代の著名人の中には、主人公の恋愛対象として年齢がかみ合わない者もいたが、フィクションと割り切った上で選定対象に選ばれた。また、菱田春草（画家）などは他の攻略対象の職業とのバランスをとるという点から攻略対象に選ばれた。
本作の初期案では音二郎と鏡花は親友同士という間柄が設定されていたが、友情をアピールするのではなく、反発しつつも互いの才能を認め合う間柄に代わっていったと開発者は話している。開発初期から音二郎は芸者姿の似合う役者として設定されていた。なお、開発者はキャラクターの設定を組んだ後に「鏡花の小説を無断で脚色した劇に音二郎が出演する」という事実を知ったと話しており、鏡花と音二郎という組み合わせは偶然の産物であったと語っている。
チャーリーは、主人公が明治時代にタイムスリップするきっかけであると同時に、主人公と著名人たちを引き合わせるキャラクターとして作られた。
以上の経緯から、チャーリーは当初攻略対象になる予定はなかったが、シナリオライターの魚住ユキコが提出したプロットを読んだディレクターのFがチャーリーのキャラクターや裏設定がしっかりと構築されていることに気づいた。その後、スタッフから声優の割り当てを提案され、最終的には攻略対象となった。
なお、チャーリーのという名称は『チャーリーとチョコレート工場』からとられており、ウィリー・ウォンカのようなうさんくささを出すためにつけられた。

### 背景
背景グラフィックの作成にあたり、時間をかけて資料が集められた。
ディレクターのFはGirls-Styleとのインタビューの中で、明治時代の普通の住宅街や町並みの資料が少なくて苦労したと話しており、開発期間中に偶然明治の町並みの写真集が発売されて助かったと振り返っている。

## 関連商品
原作ゲームの関連商品に限る。メディア展開による派生作品の関連商品は各節を参照。

### CD

#### ドラマCD

##### めいこい音声劇場 明治東亰恋逢
通常盤以外に、アニメイト限定盤が販売先（アニメイト）で発売されたが、規格品番は割愛する。

##### めいこい音声劇場 恋綺譚
通常盤以外に、アニメイト限定盤が販売先（アニメイト）で発売されたが、規格品番は割愛する。

##### 明治東亰恋伽〜吸血鬼の館〜
| 発売日        | タイトル       | 規格品番  | 収録曲 | 備考                                      |
| ------------- | -------------- | --------- | ------ | ----------------------------------------- |
| 2015年6月24日 | 〜吸血鬼の館〜 | FPBD-0311 |        | 5pb. アニメイト専売なのでオリコン順位なし |

#### キャラクターソングCD

##### めいこいキャラクターソングシリーズロマネスクレコード
通常盤以外に、アニメイト限定盤が販売先（アニメイト）で発売されたが、規格品番は割愛する。

##### めいこいキャラクターソングシリーズロマネスクレコード2
通常盤以外に、アニメイト限定盤が販売先（アニメイト）で発売されたが、規格品番は割愛する。

##### めいこいキャラクターソングシリーズ ロマネスクレコード ベストアルバム
DISC2 収録トラック 9「Dance in the Light」のイントロが、原曲に対して1 秒欠けていたため、交換対応している。

#### シチュエーションCD

##### めいこい音声劇場 安眠シチュエーションCDシリーズ
通常盤以外に、アニメイト限定盤が販売先（アニメイト）で発売されたが、規格品番は割愛する。

#### 10周年記念アルバム
ゲームやアニメの楽曲の他、録りおろしドラマを含む全25曲収録。

### 書籍

#### 小説
箸：魚住ユキコ、監修・原案：ドワンゴ、角川ビーンズ文庫刊
- 明治東亰恋伽 紅月夜の婚約者
- 明治東亰恋伽 恋月夜の花嫁

LOVE&ART OFFICIAL FANCLUB 会員向け配信（「明治東亰恋伽～ハヰカラデヱト～」内初出）
- 明治東亰恋伽 めいこい綺譚

#### 漫画
作画：陽向ひより、原案・監修：ドワンゴ・魚住ユキコ、キャラクターデザイン：かる、月刊ASUKA連載
- 明治東亰恋伽 朧ノ刻の戯曲

作画：伊東七つ生、原案・監修：ドワンゴ・魚住ユキコ、キャラクターデザイン：かる、アプリ「明治東亰恋伽～ハヰカラデヱト～」内連載
- 明治東亰恋伽 藤田五郎〜剣のあとさき〜

#### 公式アンソロジー
カバーイラスト：かる、イラスト：一花ハナ、くろでこ、さっちゃん、りりお、コミック：樹メイコ、浦稀えんや、エミリ、Secco、千歳あさひ、永緒ウカ、なま子、姫希、moo、森田夏菜、雪矢トモキ、ユギリ、李香、DNAメディアコミックス刊
- 明治東亰恋伽 ムーンライト・メモリーズ

#### ファンブック
編集：電撃Girl's Style編集部 、KADOKAWA刊
- 明治東亰恋伽 5周年記念ファンブック 〜めいこい好男子図録〜

編集：ポストメディア編集部 
- 明治東亰恋伽 ロマンス読本、一迅社刊

MAGES.発行（出版物ではない）
- 明治東亰恋伽 10周年記念ビジュアルファンブック〜めいこい追想図録〜

#### 初版本
最初に展開した2011年にリリースの携帯電話ゲーム『明治東亰恋伽』のシナリオを小説形式に編集した商品（出版物ではない）。
全7種（森鴎外、菱田春草、川上音二郎、泉鏡花、藤田五郎、小泉八雲、チャーリー）で、現代帰還エンドを各キャラのルートごとに序章から終章を１冊にまとめている。

### イベントDVD
- 明治東亰恋伽〜ハイカラ浪漫劇場〜
- 明治東亰恋伽〜ハイカラ浪漫劇場2〜
- 明治東亰恋伽〜ハイカラ浪漫劇場3〜
- 明治東亰恋伽〜ハイカラ浪漫劇場4〜
- 明治東亰恋伽〜ハイカラ浪漫劇場5〜
- 明治東亰恋伽 ハイカラ浪漫劇場 〜Honeymoon〜
- 明治東亰恋伽 ハイカラ浪漫劇場 幻燈浪漫譚～Forever Thankful～

## 劇場アニメ
2015年7月18日に前編『劇場版 明治東亰恋伽 〜弦月の小夜曲〜』（げきじょうばん めいじとうきょうれんか ゆみはりのセレナーデ）、2016年5月6日に後編『劇場版 明治東亰恋伽 〜花鏡の幻想曲〜』（げきじょうばん めいじとうきょうれんか はなかがみのファンタジア）が公開された。

### スタッフ（劇場アニメ）
- 原作 - 株式会社MAGES.
- 監督 - わたなべひろし
- 監修 - 魚住ユキコ
- 脚本 - 中村能子
- キャラクター原案 - かる
- キャラクターデザイン - 平川亜喜雄
- 美術監督 - 片平真司
- 色彩設計 - 桂木今里
- 撮影監督 - 越山麻彦
- 編集 - 松原理恵
- 音楽 - 有限会社イマジン・ボイス
- 音響監督 - はたしょう二
- 音響制作 - ダックスプロダクション
- エグゼクティブプロデューサー - 太田豊紀、西川路健太、森田知治
- プロデューサー - 中辻幸人、福留美穂、藤巻心、内野秀紀、川上勇吾
- アニメーションプロデューサー - 浦崎宣光
- アニメーション制作 - スタジオディーン
- 製作 - 魂依保存委員会
- 配給 - ムービック

### 主題歌（劇場アニメ）
劇場版「明治東亰恋伽～弦月の小夜曲～」主題歌「Dance in the Light」
作詞 - 魚住ユキコ・KENN / 作曲 - 小川智之 / 歌 - KENN
劇場版「明治東亰恋伽～花鏡の幻想曲～」主題歌「約束」
作詞 - 魚住ユキコ・KENN / 作曲 - 小川智之 / 歌 - KENN

### DVD（劇場アニメ）
通常盤（魂依BOX）以外に、アニメイト限定盤セット、ファンクラブ会員限定盤セットが各販売先で発売されたが、規格品番は割愛する。
| タイトル                                        | 発売日        | 規格品番  |
| DVD                                             | DVD           | DVD       |
| ----------------------------------------------- | ------------- | --------- |
| 劇場版 明治東亰恋伽 ～弦月の小夜曲～【魂依BOX】 | 2016年4月27日 | MESV-0083 |
| 劇場版 明治東亰恋伽 ～花鏡の幻想曲～【魂依BOX】 | 2016年8月11日 | MESV-0092 |

## テレビアニメ
2019年1月から3月までTOKYO MXほかにて放送された。

### スタッフ（テレビアニメ）
- 原作 - MAGES. / LOVE&ART[14]
- 監督 - 大地丙太郎[15]
- 脚本監修 - 魚住ユキコ[14]
- キャラクター原案 - かる / Carawey
- キャラクターデザイン・総作画監督 - 山中純子[15]
- プロップデザイン - 宮崎陽子、秦野好昭、内田紗保利
- 美術監督 - 佐藤勝[14]
- 美術設定 - 高橋武之、藤瀬智康
- 色彩設計 - 加藤里恵[14]
- 撮影監督 - 佐々木明美[14]
- 編集 - 藤田育代[14]
- 音響監督 - たなかかずや[14]
- 音楽 - SHIKI[14]
- 音楽制作 - MAGES.
- 音楽協力 - トムス・ミュージック、ハイキックエンタテインメント
- チーフプロデューサー - 石山桂一、中辻幸人
- プロデューサー - 岸田拓麿、飯塚芙由奈、福留美穂、徳島悠木、尾谷孝、大森慎司
- アニメーションプロデューサー - 安榮卓也
- アニメーション制作 - TMS/V1Studio[15]
- 製作 - めいこい製作委員会[15]

### 主題歌（テレビアニメ）
オープニングテーマ「月灯りの狂詩曲（ラプソディア）」
作詞 - MIKOTO / 作曲 - 小川智之 / 歌 - KENN
エンディングテーマ
「星屑の詠み人」（第1話、第4話、第9話 - 第12話）
作詞 - MIKOTO / 作曲 - 小川智之 / 編曲 - 武藤星児 / 歌 - 森鴎外（浪川大輔、第10話のみソロ）、菱田春草（KENN、第11話のみソロ）
「メロウな夜に踊りましょう」（第2話、第5話、第7話）
作詞・作曲 - MIKOTO / 歌 - 小泉八雲（立花慎之介）、泉鏡花（岡本信彦）
「宵や、酔いや 〜Yoiya Yoiya〜」（第3話、第6話、第8話）
作詞 - MIKOTO / 作曲 - 小川智之 / 編曲 - 武藤星児 / 歌 - 川上音二郎（鳥海浩輔）、藤田五郎（福山潤）
挿入歌
「エレキテルショー」（第6話）
作詞 - はるか / 作・編曲 - 小川智之 / 歌 - エレキテルショー・ダンサーズ
「星屑の詠み人」（第10話、第12話）
作詞 - MIKOTO / 作曲 - 小川智之 / 編曲 - 武藤星児 / 歌 - 綾月芽衣（諸星すみれ）

### 各話リスト（テレビアニメ）
| 話数   | サブタイトル                     | 脚本       | 絵コンテ     | 演出       | 作画監督                                                                      |
| ------ | -------------------------------- | ---------- | ------------ | ---------- | ----------------------------------------------------------------------------- |
| 第1話  | ストロベリームーンは突然に       | 髙橋幹子   | 大地丙太郎   | 向井雅浩   | 山中純子 大島美和                                                             |
| 第2話  | 牛鍋は湯気にかすむロマン         | 髙橋幹子   | 大地丙太郎   | 佐土原武之 | 邱明哲 徳川恵梨                                                               |
| 第3話  | ゴーストホテルでつかまえて       | 髙橋幹子   | 山口ひかる   | 堀内バロン | 野武洋行 とみながまり 秦野好紹                                                |
| 第4話  | 花の浅草ランデブー               | 髙橋幹子   | 四分一節子   | 戸澤稔     | 佐々木恵子                                                                    |
| 第5話  | はるかなるフィアンセへの道       | はるか     | サトウシンジ | 清水明     | 邱明哲 徳川恵梨                                                               |
| 第6話  | 夢と情熱のエレキテル             | はるか     | 四分一節子   | 山田卓     | 宍戸久美子 秦野好紹                                                           |
| 第7話  | 逢いたくて逢いたくてレイニーデイ | 大地丙太郎 | 松川朋弘     | 菅井嘉浩   | 中谷藍                                                                        |
| 第8話  | 真砂町猫カフェー事変             | はるか     | 本南宗吾郎   | 堀内バロン | 野武洋行 秦野好紹 とみながまり                                                |
| 第9話  | 愛しさと切なさのラビリンス       | はるか     | 大地丙太郎   | 戸澤稔     | 佐々木恵子                                                                    |
| 第10話 | エスケープ午後三時               | はるか     | 大地丙太郎   | 松川朋弘   | 秦野好紹 佐藤智子 萩野美希 加野晃 米本奈苗                                    |
| 第11話 | シャノワールは振り向かない       | はるか     | 大地丙太郎   | 菅井嘉浩   | 中谷藍 佐々木恵子                                                             |
| 第12話 | ストロベリームーンに抱かれて     | はるか     | 大地丙太郎   | 山本泰一郎 | 秦野好紹 宍戸久美子 とみながまり 加野晃 米本奈苗 佐々木恵子 中谷藍 Kim Yoo-Mi |

### 放送局（テレビアニメ）
| 放送期間                | 放送時間                     | 放送局           | 対象地域 | 備考                                        |
| ----------------------- | ---------------------------- | ---------------- | -------- | ------------------------------------------- |
| 2019年1月9日 - 3月27日  | 水曜 23:30 - 木曜 0:00       | TOKYO MX         | 東京都   | 製作参加                                    |
| 2019年1月10日 - 3月28日 | 木曜 2:05 - 2:35（水曜深夜） | テレビ愛知       | 愛知県   | 製作参加                                    |
| 2019年1月13日 - 3月31日 | 日曜 1:00 - 1:30（土曜深夜） | サンテレビジョン | 兵庫県   |                                             |
|                         | 日曜 23:00 - 23:30           | KBS京都          | 京都府   |                                             |
| 2019年1月14日 - 4月1日  | 月曜 0:30 - 1:00（日曜深夜） | BSフジ           | 日本全域 | 製作参加 / BS/BS4K放送 / 『アニメギルド』枠 |

| 配信期間               | 配信時間       | 配信サイト |
| ---------------------- | -------------- | --- |
| 2019年1月1日 - 3月26日 | 火曜 0:00 更新 | U-NEXT |
| 不明                   | 不明           | あにてれ AbemaTV Amazonプライム・ビデオ GYAO! GYAO!ストア クランクイン！ビデオ J:COMオンデマンド TSUTAYA TV dアニメストア ニコニコチャンネル HAPPY!動画 バンダイチャンネル ひかりTV ビデオパス ビデオマーケット Hulu FOD Rakuten TV Paravi |

### BD / DVD（テレビアニメ）
| 巻 | 発売日        | 収録話         | 規格品番  |
| -- | ------------- | -------------- | --------- |
| 上 | 2019年4月17日 | 第1話 - 第6話  | TCBD-0822 |
| 下 | 2019年5月29日 | 第7話 - 第12話 | TCBD-0823 |

| 巻 | 発売日        | 収録話          | 規格品番  |
| -- | ------------- | --------------- | --------- |
| 1  | 2019年4月17日 | 第1話 - 第2話   | TCED-4361 |
| 2  | 2019年4月17日 | 第3話 - 第4話   | TCED-4362 |
| 3  | 2019年4月17日 | 第5話 - 第6話   | TCED-4363 |
| 4  | 2019年5月29日 | 第7話 - 第8話   | TCED-4364 |
| 5  | 2019年5月29日 | 第9話 - 第10話  | TCED-4365 |
| 6  | 2019年5月29日 | 第11話 - 第12話 | TCED-4366 |

| TOKYO MX 水曜 23:30 - 翌0:00 枠                                         | TOKYO MX 水曜 23:30 - 翌0:00 枠               | TOKYO MX 水曜 23:30 - 翌0:00 枠 |
| 前番組                                                                  | 番組名                                        | 次番組                          |
| ----------------------------------------------------------------------- | --------------------------------------------- | ------------------------------- |
| B-PROJECT〜鼓動*アンビシャス〜 （再放送）                               | 明治東亰恋伽                                  | 世話やきキツネの仙狐さん        |
| テレビ愛知 木曜 2:05 - 2:35（水曜深夜） 枠                              |                                               |                                 |
| 藤原竜也の二回道（バラエティ枠） 【水曜 2:05 - 2:35（火曜深夜）へ移動】 | 明治東亰恋伽                                  | 世話やきキツネの仙狐さん        |
| BSフジ 月曜 0:30 - 1:00（日曜深夜） 枠                                  |                                               |                                 |
| OTOSEN 【音楽番組枠】                                                   | 明治東亰恋伽 【本番組のみ『アニメギルド』枠】 | 単発枠                          |

## 舞台
『歌劇 明治東亰恋伽〜朧月の黒き猫〜』（かげき めいじとうきょうれんか おぼろづきのシャノワール）のタイトルで、2016年6月2日から12日に博品館劇場にて上演。脚本は桜木さやか、演出は吉谷光太郎が担当。
また、『歌劇 明治東亰恋伽〜月虹の婚約者〜』（かげき めいじとうきょうれんか げっこうのマイネリーベ）のタイトルで、2018年8月18日から19日に大阪・森ノ宮ピロティホールにて、8月25日から9月2日に東京・シアター1010にて上演。前作に引き続き、脚本は桜木さやか、演出は吉谷光太郎が担当。

### BD / DVD（舞台）
| タイトル                             | 発売日        | 規格品番  |
| DVD                                  | DVD           | DVD       |
| ------------------------------------ | ------------- | --------- |
| 歌劇「明治東亰恋伽～朧月の黒き猫～」 | 2016年10月5日 | TCED-3180 |
| 歌劇「明治東亰恋伽～月虹の婚約者～」 | 2019年5月29日 | TCED-4203 |
| Blu-ray                              |               |           |
| 歌劇「明治東亰恋伽～朧月の黒き猫～」 | 2016年10月5日 | TCBD-0573 |
| 歌劇「明治東亰恋伽～月虹の婚約者～」 | 2019年5月29日 | TCBD-0770 |

## 実写版
U-NEXTの製作で実写化され、2019年4月からドラマ版全8話がテレビ神奈川、北海道テレビ、テレビ埼玉、千葉テレビ、メ〜テレ、KBS京都、サンテレビ、九州朝日放送の全国8局にて放送、およびU-NEXTにて配信された。また、ドラマ放送後の同年6月に映画版が公開された。
主演の伊原六花は本作が連続ドラマ・映画初主演。

### 製作
2018年1月21日、パシフィコ横浜で開催されたイベントにおいて、実写ドラマ化と映画制作が発表される。
2018年9月から10月にかけて「博物館明治村」（愛知県犬山市）にてロケ撮影が行われた。

### テレビドラマ
テレビ神奈川など全国8局で2019年4月9日から5月28日まで放送、U-NEXTで4月15日から放送と同時配信された。全8話。

#### キャスト (テレビドラマ)
主要人物
- 綾月芽衣 - 伊原六花
- チャーリー（松旭斎天一） - 小林豊
- 森鷗外 - 宮崎秋人
- 菱田春草 - 髙橋真佳把（ボイメン大阪研究生）
- 川上音二郎 - 山崎大輝
- 泉鏡花 - とまん
- 藤田五郎 - 久保田悠来
- 小泉八雲 - 岩永徹也
- 岩崎桃介 - 松島庄汰

付喪神
- 蓄音機 - 浪川大輔（声）
- 万年筆 - 岡本信彦（声）
- 懐中時計 - 森川智之（声）

#### スタッフ（テレビドラマ）
- 原作 - MAGES./LOVE&ART『明治東亰恋伽』
- 脚本 - おかざきさとこ
- 監督 - 副島宏司
- 主題歌 - KENN「一夜ノ永遠二君想フ」
- 制作プロダクション - キャンター
- 製作 - ドラマ/映画「明治東亰恋伽」製作委員会

#### 各話リスト（テレビドラマ）
| 放送回      | 放送日  | サブタイトル        |
| ----------- | ------- | ------------------- |
| 第1話       | 4月09日 | 紅い月の夜          |
| 第2話       | 4月16日 | 鷗外の婚約者        |
| 第3話       | 4月23日 | サヨナラの夜        |
| 第4話       | 4月30日 | 宿主は舞台役者      |
| 第5話       | 5月07日 | 彷徨う白雪          |
| 第6話       | 5月14日 | 満月の夜叉ヶ池      |
| 第7話       | 5月21日 | 物の怪探偵 綾月芽衣 |
| 第8(最終)話 | 5月28日 | 未来へ繋ぐ恋伽      |

#### 放送局（テレビドラマ）
| 放送期間               | 放送時間                     | 放送局           | 対象地域 | 備考                                    |
| ---------------------- | ---------------------------- | ---------------- | -------- | --------------------------------------- |
| 2019年4月9日 - 5月28日 | 火曜 23:00 - 23:30           | テレビ神奈川     | 神奈川県 | 製作参加                                |
| 2019年4月11日 -        | 木曜 1:00 - 1:30（水曜深夜） | チバテレビ       | 千葉県   |                                         |
|                        | 木曜 1:25 - 1:55（水曜深夜） | 北海道テレビ     | 北海道   |                                         |
|                        | 木曜 2:00 - 2:30（水曜深夜） | 九州朝日放送     | 福岡県   |                                         |
| 2019年4月12日 -        | 木曜 2:59 - 3:29（金曜深夜） | メ～テレ         | 愛知県   | 製作参加                                |
|                        | 金曜 23:00 - 23:30           | テレビ埼玉       | 埼玉県   |                                         |
| 2019年4月14日 -        | 日曜 1:00 - 1:30（土曜深夜） | サンテレビジョン | 兵庫県   | 3月までは同時刻でアニメ版を放送していた |
|                        | 日曜 23:00 - 23:30           | KBS京都          | 京都府   | 3月までは同時刻でアニメ版を放送していた |

| 配信期間        | 配信時間        | 配信サイト |
| --------------- | --------------- | ---------- |
| 2019年4月15日 - | 月曜 12:00 更新 | U-NEXT     |

### 映画
2019年のドラマ版最終回のその後を描いた映画版が同年6月21日に公開された。

#### キャスト（映画）
- 綾月芽衣：伊原六花
- チャーリー（松旭斎天一）：小林豊[26]
- 森鷗外：宮崎秋人
- 小泉八雲：岩永徹也
- 岩崎桃介：松島庄汰
- 泉鏡花：とまん
- 川上音二郎：山崎大輝
- 菱田春草：髙橋真佳把（ボイメン大阪研究生）
- 藤田五郎：久保田悠来

#### スタッフ（映画）
- 原作：MAGES./LOVE&ART「明治東亰恋伽」
- 監督：副島宏司
- 脚本：おかざきさとこ
- 音楽：小川智之
- 主題歌：KENN「彼ハ誰ノ空」
- エグゼクティブプロデューサー：堤天心
- 企画：宮本敬、柳原祥広
- 企画協力：中辻幸人、福留美穂
- プロデューサー：上野境介、漆間宏一
- 撮影：関将史
- 照明：山口峰寛
- 録音：弥栄裕樹、川本七平
- 美術：中谷暢宏
- 装飾：大島政幸
- VFX：白倉慶二、山中雄貴
- サウンドエディター：山川史男
- スタイリスト：網野正和
- ヘアメイク：松田蓉子
- 助監督：松下洋平
- 特別協力 - 博物館明治村
- 宣伝：ツインピークス、キャンター
- 制作プロダクション・配給：キャンター
- 製作：ドラマ/映画「明治東亰恋伽」製作委員会

### BD / DVD（テレビドラマ・映画）
| タイトル                    | 発売日        | 規格品番   |
| DVD                         | DVD           | DVD        |
| --------------------------- | ------------- | ---------- |
| ドラマ「明治東亰恋伽」      | 2019年6月12日 | DSTD-20235 |
| 映画「明治東亰恋伽」        | 2019年9月25日 | DSTD-20270 |
| 映画「明治東亰恋伽」豪華版  | 2019年9月25日 | DSTD-20271 |
| Blu-ray                     |               |            |
| ドラマ「明治東亰恋伽」      | 2019年6月12日 | BSTD-20235 |
| 映画「明治東亰恋伽」 豪華版 | 2019年9月25日 | BSTD-20271 |